# (32272) Hasegawayuya
(32272) Hasegawayuya est un astéroïde de la ceinture principale.

## Description
(32272) Hasegawayuya est un astéroïde de la ceinture principale. Il fut découvert le 4 août 2000 au Bisei Spaceguard Center par le programme BATTeRS. Il présente une orbite caractérisée par un demi-grand axe de 2,40 UA, une excentricité de 0,06 et une inclinaison de 5,6° par rapport à l'écliptique.

## Compléments